# Blue Planet (game)
Blue Planet is een sciencefiction role playing game dat eerst werd uitgegeven door Biohazard Games en daarna is overgenomen door Fantasy Flight Games. Het speelt zich af op de waterplaneet Poseidon.

## Setting
De spelsetting is de planeet Poseidon. Deze planeet werd ontdekt achter een zwart gat dat zich aan de rand van het zonnestelsel bevindt. Poseidon wordt gekoloniseerd door een kleine groep mensen. Omdat de Aarde af te rekenen krijgt met allerlei rampen, wordt de nieuwe kolonie afgesneden van de moederplaneet en moeten de kolonisten zichzelf zien te redden. De aarde wordt ondertussen geregeerd door de GEO (Global Ecology Organization) die door de Verenigde Naties wordt aangeduid om alle problemen op aarde op te lossen.
Na een honderdtal jaar wordt de communicatie weer hersteld, en wordt Poseidon verder gekoloniseerd. Een nieuw, zeer waardevol erts (de Long John) wordt ontdekt waardoor heel wat corporaties en avonturiers worden aangetrokken. Dit zorgt uiteraard voor heel wat wrevel bij de oorspronkelijke kolonisten. Het blijkt echter dat Long John nog heel wat andere geheimen bevat.

## Regels

### Creatie van het personage
De creatie van het personage (Engels: character creation) in Blue Planet laat toe om het Powerlevel van het spel aan te passen aan de spelersgroep. Sterkere personages krijgen meer Packages en meer Aptitudes. In Blue Planet is het mogelijk om met verschillende rassen te spelen. Je kan een mens, een gemodificeerde mens, een genetisch veranderde mens of een walvisachtige (dolfijn, orka, ...) spelen. De keuze van het ras bepalen de Attributes van het personage.
Om de skills van het personage te bepalen, worden er zogenaamde Trainig Packages gekozen. Elk personage kiest een Origin Package, twee Background Packages en drie of vijf Professional Packages (dit hangt af van hun Powerlevel). In elk Package zitten een aantal skills met skillpunten. De skills van je personage verkrijg je door de skillpunten voor elke skill in de gekozen Packages op te tellen.
Ten slotte kiest de speler de Aptitudes van zijn personage. Dit zijn skills waar het personage sterk in is. Het aantal Aptitudes hangt af van het Powerlevel.

### Spelsysteem
Blue Planet maakt gebruik van het Synergy Game System. Telkens een personage tracht een taak te volbrengen waarvoor je een skill nodig hebt, rolt de speler één tot drie tienzijdige dobbelstenen (d-10). Het aantal stenen dat de speler mag rollen, hangt af of de speler voor die skill een hogere Aptitude heeft. Het Target Number voor elke rol is de som van het Attribute en de Skill level. Als de laagste dobbelsteen onder of gelijk aan het Target Number is, is de taak gelukt. Het Target Number kan nog gewijzigd worden door de spelleider als de taak extreem moeilijk of gemakkelijk is.

## Boeken
De tot nu toe uitgebrachte boeken voor Blue Planet zijn:
- Eerste editie (Biohazard Games)
  - BZG3000 Blue Planet (1997)
  - BZG3100 Archipelago (1998)
  - BZG3200 Access Denied (1999)
- Tweede editie (Fantasy Flight Games)
  - BP01 Blue Planet Moderator's Guide (2000)
  - BP02 Blue Planet Player's Guide (2000)
  - BP03 Fluid Mechanics (2000)
  - BP04 First Colony (2001)
  - BP05 Frontier Justice (2001)
  - BP06 Natural Selection (2001)
  - BP07 Ancient Echoes (2002)
  - BP09 Blue Planet Moderator's Guide, softcover (2000)
  - BP10 Blue Planet Player's Guide, softcover (2000)
  - BP11 Blue Planet Essential Collection: een compilatie van BP03 tot BP06 (2003)